# لزان سنبلي
لزَّان سُنبلي أو رتم أسود (الاسم العلمي: Cytisus nigricans)، نوع من النباتات المُزهرة تتبع فصيلة الفولية. يبلغ ارتفاعها من 3 إلى 5 أقدام (0.91-1.52 م)، وهي شجيرة نفضية نحيلة لها فروع منتصبة. أزهارها صفراء لامعة، تشبه البازلاء قليلاً، في شماريخ طويلة تنمو في الصيف وأوائل الخريف.
حاز صنف المستنبت الأكثر اكتنازًا "Cyni"، الذي يصل ارتفاعه إلى متر واحد (3.3 قدم)، على جائزة "استحقاق الحدائق" من الجمعية البستانية الملكية. إنه شديد التحمل ولكنه يفضل وضعًا محميًا (مسقوف) من أشعة الشمس الكاملة، مع تربة فقيرة. يفضل إزالة البذورة الناضجة في الخريف